# Clouds of Witness
Clouds of Witness (in het Nederlands verschenen onder de titel Het hoofd in de strop) is een detectiveroman van de Engelse schrijfster Dorothy L. Sayers uit 1926. Het is, na Whose Body? uit 1923, het tweede verhaal in haar serie van elf romans rond de aristocratische amateurdetective Lord Peter Wimsey. Het verhaal speelt zich af binnen Peters eigen familiekring.

## Titel
De titel verwijst naar een frase uit het Bijbelboek Hebreeën, waarin in hoofdstuk 12:1 sprake is van een 'menigte geloofsgetuigen' (in het Engels: a cloud of witnesses). De Engelstalige titel bedoelt aan te geven dat de zaak die in dit verhaal behandeld wordt zeer veel aanwijzingen en aanknopingspunten kent, wat al even lastig is als het in het genre veelal beperkte aantal clues.

## Korte inhoud
Peters oudere broer Gerald is de Hertog van Denver. De familie bezit een jachthuis in het graafschap Yorkshire, waar de aanleiding tot de gebeurtenissen zich afspeelt. Zijn jongere zuster Mary is daar ook aanwezig, evenals haar verloofde, kapitein Cathcart en later Geralds vrouw Helen en de mater familias, de douairière. De zaak draait om de plotselinge en gewelddadige dood van Denis Cathcart, waarvoor de hertog verantwoordelijk wordt geacht, aangezien het schot werd afgevuurd uit zijn revolver en hij door zijn zus wordt aangetroffen bij het lijk. Peter Wimsey buigt zich over de zaak en werkt daarbij, evenals in het voorafgaande boek, samen met inspecteur Charles Parker van Scotland Yard.
De avond voorafgaand aan de gebeurtenissen verloopt in goede stemming, tot de hertog een brief ontvangt met een belastende verklaring omtrent Mary's verloofde en hem hiermee confronteert. Vrijwel tegelijkertijd ontvangt Cathcart een brief die hem zeer van streek maakt. Die nacht rond 3 uur stuit Mary op de over het lijk gebogen hertog. Haar reden om daar op dat tijdstip te zijn is, zoals later duidelijk wordt, dat zij van plan is weg te lopen met haar geheime en eerder door de familie ongeschikt geachte (want socialistische) vriend Goyles. Gerald wil niets anders kwijt dan dat hij niet kon slapen en uit was gegaan voor een wandeling. Uit diverse verklaringen tijdens het vooronderzoek wordt echter duidelijk dat het fatale schot al voor twaalf uur die nacht moet zijn gelost. De raadsels stapelen zich op. 
Thema's in het verhaal zijn (on)trouw en loyaliteit. De verdachten zijn er kennelijk op uit om iemand in bescherming te nemen. Dit leidt er onder meer toe dat Mary een bekentenis aflegt en Gerald blijft zwijgen over zijn beweegredenen. Niettemin weten Peter Wimsey en Charles Parker, met behulp ook van Peters vertrouwde en vindingrijke butler Bunter via vele omwegen en soms gevaarlijke situaties de waarheid aan het licht te brengen, de familieleden vrij te pleiten en het werkelijke motief achter de dood van Cathcart te achterhalen.

## Filmbewerking
Clouds of Witness werd in 1972 verfilmd in het kader van een televisieserie rond de werken van Dorothy Sayers. De rol van Peter Wimsey wordt hierin vertolkt door Ian Carmichael.